# Sei in un Paese meraviglioso (album)
Sei in un Paese meraviglioso è un album discografico del cantautore italiano Giancane, pubblicato il 13 giugno 2023 per l'etichetta Woodworm, come colonna sonora della serie televisiva Questo mondo non mi renderà cattivo di Zerocalcare.

## Tracce
Testi e musiche di Giancane.
1. Sei in un Paese meraviglioso
2. Goditi il silenzio (Siupm emo)
3. SIUPM got
4. P2 Emoforte
5. Tristezza 1
6. Papà Francesco Instrumental (emo)
7. Come stai emo
8. Tristezza 2
9. Badalaminds
10. Poi cadi di nuovo
11. Sei in un Paese meraviglioso (Instrumental)